# Бэнкс, Стивен
Стивен Бэнкс (англ. Steven Banks; род. 27 ноября 1954, Лос-Анджелес, Калифорния) — американский сценарист, актёр и музыкант. Более известен по своей работе над мультсериалами «Приключения Джимми Нейтрона, мальчика-гения», «Губка Боб Квадратные Штаны» и «Котопёс».

## Биография и карьера
Стивен Бэнкс родился 27 ноября 1954 года в Лос-Анджелесе, штат Калифорния. Бэнкс начал увлекаться написанием сценариев с детства; в 7 лет научился пользоваться пишущей машинкой. Также в детстве увлекался такими мультсериалами, как «Флинтстоуны» и «Шоу Рокки и Буллвинкля». Окончил цирковой колледж братьев Ринглинг.
Бэнкс начал свою актёрскую карьеру в 1986 году в фильме «Свидание с ангелом», где исполнил второстепенную роль Олдриджа. Попутно Бэнкс работал в различных театрах Калифорнии, где участвовал в более чем 400 спектаклях. За свою работу в театре Стивен был удостоен премии «LA Weekly Theater Award».
В 1989 году на канале Showtime стартовала передача «Home Entertainment Center», в которой были представлены песни, написанные и исполненные Бэнксом. Успех данного шоу привёл в 1994 году к созданию собственного ситкома Бэнкса «The Steven Banks Show», сделанный при поддержке «Public Broadcasting Service». 13-серийный сериал получил признание критиков, достигнув своего рода культового статуса, несмотря на его относительно недолгий период
В 1998 году Бэнкс начал работу над сценариями для мультсериала Nickelodeon «Котопёс», попутно написав несколько книг по мотивам данного мультсериала. После «Котопса» в 2002 году Бэнкс был назначен сценаристом и редактором сюжета (главным сценаристом) мультсериала Джона Дэвиса, «Приключения Джимми Нейтрона, мальчика-гения». В ходе работы над Джимми Нейтроном в 2004 году Стивен был номинирован на премию «Гильдия сценаристов США» за спецвыпуск «Операция: Спасение Джета Фьюжена».
Позже в 2005 году Бэнкс присоединился к съёмочной группе мультсериала «Губка Боб Квадратные Штаны» в начале четвёртого сезона. Эрик Коулмэн, исполнительный директор, отвечающий за производство «Губки Боба», позвонил Стивену и сказал, что он рассматривается Стивеном Хилленбергом и Полом Тиббитом в качестве нового главного сценариста для их проекта. Сам Бэнкс уже был большим поклонником мультсериала и описал собеседование с Полом Тиббитом, как «в течение примерно пяти минут». Стивен проработал в проекте до конца восьмого сезона, написав также часть книг по мотивам мультсериала; после ухода Бэнкса должность главного сценариста получили Кайл Маккалох и мистер Лоуренс.
В 2010 году Стив помог в разработке спин-оффа Джимми Нейтрона, «Планета Шина», написав сценарий для пилотного эпизода. Кроме него, Бэнкс написал пилотную серию для проекта Арнольда Шварценеггера и Стэна Ли, «The Governator».
В 2020 году была выпущена новая книга Бэнкса под названием «Middle School Bites», изданная компаниями «Holiday House» и «Penguin Random House».

### Личная жизнь
Стивен Бэнкс женат с 1979 года на Аннет Троллер, в настоящее время пара проживает в Калифорнии.

## Фильмография
| Годы      | Название                                    | Примечания                                    |
| --------- | ------------------------------------------- | --------------------------------------------- |
| 1989      | Home Entertainment Center                   | Сценарист Автор и исполнение песен Композитор |
| 1998-2005 | Котопёс                                     | Сценарист Автор песен                         |
| 2002-2006 | Приключения Джимми Нейтрона, мальчика-гения | Сценарист Главный сценарист Сопродюсер        |
| 2004      | Хай Хай Паффи Ами Юми                       | Сценарист                                     |
| 2005-2012 | Губка Боб Квадратные Штаны                  | Сценарист Главный сценарист Автор песен       |
| 2010      | Планета Шина                                | Разработчик Сценарист                         |
| 2017      | Харви Бикс                                  | Сценарист                                     |
| 2018      | Entertainment Tonight Canada                | Продюсер                                      |
| 2019      | Lego City Adventures                        | Сценарист                                     |

### Актёр
- 1987: «Свидание с ангелом» — Олдридж
- 1991, 1994: «The Steven Banks Show» — играет самого себя (также был сценаристом)
- 1993: «Murder of Innocence» — Джон Уолт
- 1994: «Полицейский из Беверли-Хиллз 3» — оператор аттракциона
- 1994: «Dream On» — актёр № 1
- 1996: «Каролина в Нью-Йорке» — Эй-Ди
- 1997: «Царь горы» — мистер Морли (озвучивание)
- 2009: «Вся правда о Губке Бобе» — играет самого себя
- 2014—2015: «Мамаша» — Рэнди, официант